# 巴特菲爾德鎮區 (密蘇里州巴里縣)
巴特菲爾德鎮區（英語：Butterfield Township）是位於美國密蘇里州巴里縣的一個行政鎮區。

## 地方資料
巴特菲爾德鎮區的面積為37.51平方千米，皆為陸地。根據2020年美國人口普查的數據，當地共有人口820人，而人口密度為每平方千米21.86人。